# Jantje Friese
Jantje Friese (nacida en 1977 en Marburgo, Alemania) es una productora de cine y guionista alemana conocida por cocrear la serie Dark de Netflix.

## Trayectoria profesional
Jantje Friese estudió producción y gestión de medios en la Universidad de Televisión y Cine de Múnich. Después de graduarse, trabajó como productora para Made in Munich Film Production y Neue Sentimental Film Berlin. En 2010 fue productora del largometraje The Silence con su pareja Baran bo Odar.
Con Odar, escribió el guion de Who Am I - No System Is Safe (2014), que fue filmado por Odar. Su guion fue nominado a Mejor Guion en los German Film Awards de 2015. 
Gracias a esta película, Netflix conoció la obra de Friese y Odar y les ofreció a ambos hacer una serie basada en la película. Pero, en su lugar, Friese y Odar desarrollaron conjuntamente la primera serie alemana de Netflix, Dark, que se estrenó el 1 de diciembre de 2017. Friese obtuvo por esta labor un Grimme-Preis, el premio televisivo más prestigioso de Alemania, en 2018 por sus guiones para la temporada 1 de Dark. En 2019 Dark renovó por una tercera temporada.